# Ripoli (Cascina)
Ripoli è una località del comune italiano di Cascina, nella provincia di Pisa, in Toscana.

## Geografia fisica
Ripoli è situato nella piana dell'Arno e si raggiunge tramite una deviazione dalla strada statale 67 Tosco-Romagnola, appena fuori dai quartieri pisani di Riglione e Oratoio. Pur compreso nella vasta area urbana di Pisa, il borgo sorge rispetto alle altre frazioni del territorio in una posizione più defilata, nel punto in cui il fiume Arno forma una delle sue anse a gomito. Ripoli confina a sud con Musigliano e a nord, oltre il fiume Arno, con Mezzana e Colignola del comune di San Giuliano Terme.

## Storia
Il borgo nacque in epoca medievale con la costruzione del castello, o villa fortificata, della famiglia Compagni, avvenuta nel XIV secolo.
Dopo le vicende subite da Ripoli in occasione della famosa peste del 1630/1634 ed una grossa alluvione dell'Arno del 1680, all'inizio del XVIII secolo, la grande ansa che fa capo a Ripoli era caratterizzata da grandi possedimenti terrieri per la maggior parte coltivati a "pioppeti e vitati". La popolazione non superava i 150 abitanti. Il maggior proprietario era la famiglia romana dei duchi d'Altemps, che possedevano 600 staiora di terra (vedi misure e pesi in Toscana fino al XVI secolo), seguiti dai Fabroni, pistoiesi, con 300 staiora e dall'Ordine dei Cavalieri di Santo Stefano con 200 staiora. Altre famiglie e proprietari erano i Saviozzi, i Passera, i Raspolli. 
La frazione di Ripoli nel 1833 contava 273 abitanti.

## Monumenti e luoghi d'interesse
- Chiesa dei Santi Andrea e Lucia, chiesa parrocchiale della frazione, risale al periodo medievale, ma è stata ricostruita nel XVIII secolo.[5] All'interno custodisce un polittico con Madonna col Bambino e santi di Barnaba da Modena del XIV secolo.[1]

- Castello di Ripoli, complesso fortificato medievale in stato di abbandono,[1] fu costruito nel XIV secolo da Gherardo Compagni, membro di una facoltosa famiglia di mercanti pisani. L'aspetto è da ricondurre a quello tipico delle ville fortificate del periodo, con pianta grossolanamente quadrata e quattro torri angolari.[5]